# Amnon Rubinstein

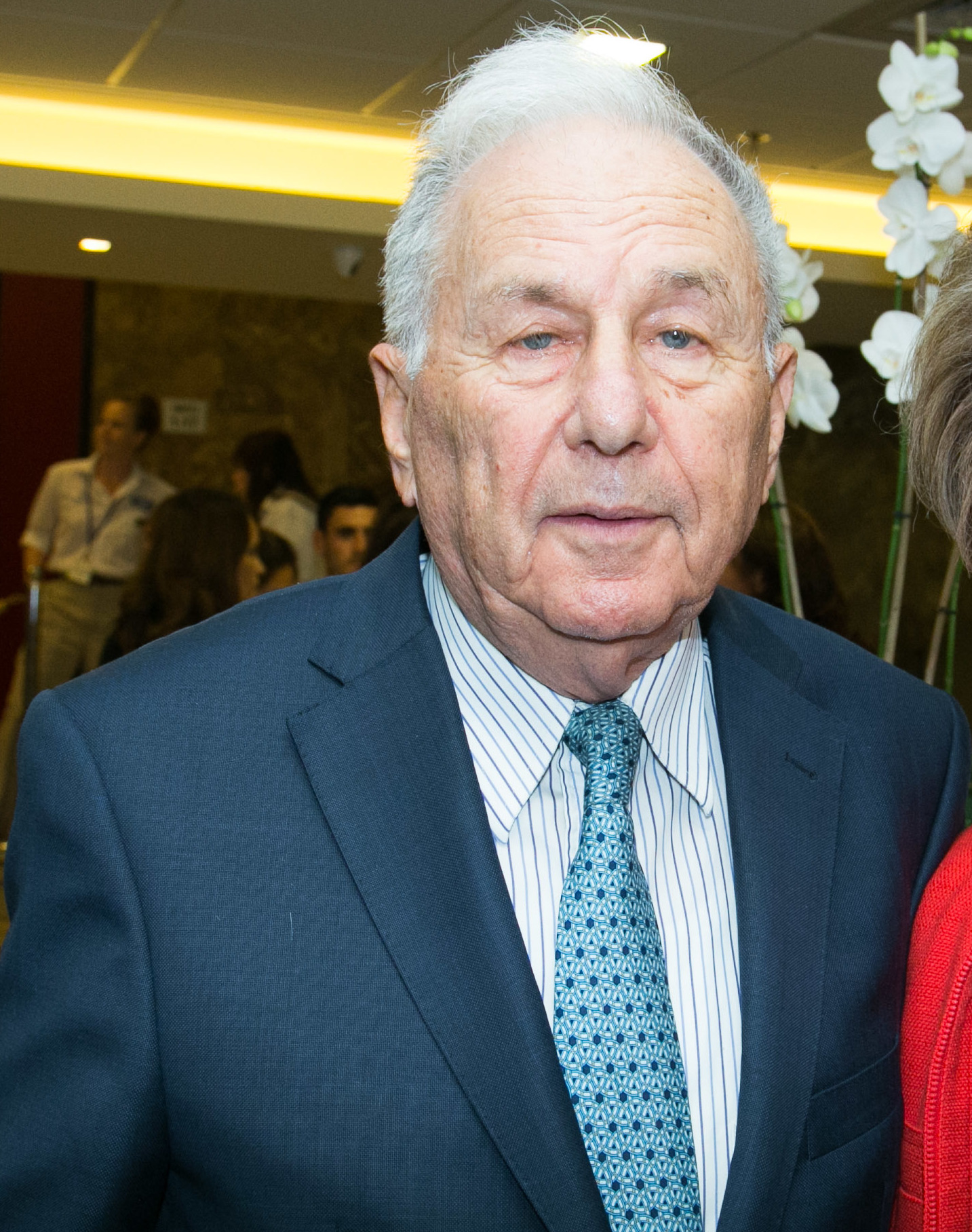
Amnon Rubinstein (2014)

Amnon Rubinstein (hebräisch אמנון רובינשטיין‎; * 5. September 1931 in Tel Aviv; † 18. Januar 2024) war ein israelischer Rechtswissenschaftler und Politiker. Von 1961 bis 1975 war er Professor für Rechtswissenschaften an der Universität Tel Aviv. Er war von 1974 bis 1996 Vorsitzender der liberalen Partei Schinui und von 1977 bis 2002 Knesset-Abgeordneter (ab 1997 als Meretz-Mitglied). Rubinstein war israelischer Minister für Kommunikation (1984–1987), Wissenschaft und Technologie (Juli–Dezember 1992), Minister für Energie und Infrastruktur (1992–1993) sowie Bildung und Kultur (1994–1996).
Rubinstein wurde 2006 mit dem Israel-Preis in der Kategorie Recht ausgezeichnet, 2022 mit dem EMET-Preis.

## Frühes Leben
Rubinstein wurde in Tel Aviv während der Mandatszeit geboren. Seine Familie gehörte der revisionistischen zionistischen Bewegung an. Rubinstein spaltete sich später vom Revisionismus ab, blieb aber vom klassischen Liberalismus beeinflusst, der den Gründer der Revisionisten, Ze'ev Jabotinsky, beeinflusste.
Nachdem er als Hauptmann in den IDF gedient hatte, studierte er Wirtschaft, internationale Beziehungen und Recht an der Hebräischen Universität Jerusalem und wurde 1963 als Rechtsanwalt zugelassen. Er promovierte 1966 in Rechtswissenschaften an der London School of Economics. Zwischen 1961 und 1975 arbeitete er als Professor für Recht an der Universität Tel Aviv und war von 1968 bis 1973 Dekan der Fakultät.

## Politische Laufbahn
Rubinsteins politische Karriere begann, als er nach dem Jom-Kippur-Krieg Shinui gründete. Shinui schloss sich mit der Demokratischen Bewegung von Jigael Jadin zusammen und bildete Dash. Bei den Wahlen 1977 errang Dash 15 Sitze in der Knesset. Der Sieg von Dash ging auf Kosten des Bündnisses; zum ersten Mal in den 29 Jahren seit der Gründung des modernen Staates Israel bildete der rechte Flügel die Regierung. Rubinstein lehnte jedoch die Beteiligung von Dash an der Likud-Regierungskoalition von Menachem Begin ab, und Shinui trennte sich von Dash. Bei den Wahlen 1981 behielt Rubinstein seinen Sitz, während Shinui auf zwei Sitze reduziert wurde. Nach dem Gewinn von drei Sitzen bei den Wahlen 1984 wurde Shinui in die Regierungskoalition aufgenommen und Rubinstein zum Minister für Kommunikation ernannt. Rubinstein wurde 1988 wiedergewählt, aber Shinui wurde nicht in die Regierung aufgenommen.
Vor den Wahlen 1992 schloss sich Shinui mit Schulamit Alonis Ratz und der zionistisch-sozialistischen Mapam zu Meretz zusammen, einer sozialdemokratischen, liberalen Partei. Meretz trat 1992 in die Regierung von Jitzchak Rabin ein, und Rubinstein wurde zum Minister für Energie und Infrastruktur ernannt. Zu Beginn seiner Amtszeit wurde er jedoch stattdessen Bildungsminister und löste damit Schulamit Aloni ab. Als Gesetzgeber initiierte und erließ Rubinstein die beiden Grundgesetze, die die Menschenrechte in Israel garantieren (Grundgesetz: Menschenwürde und Freiheit, Grundgesetz: Besatzungsfreiheit).
Als Bildungsminister senkte Rubinstein die Hürden für den Zugang zur Hochschulbildung und entwickelte ein System, bei dem die Schüler weniger Reifeprüfungen ablegen müssen: Die Prüfungsfächer werden jedes Jahr per Losverfahren ausgewählt. Er sprach sich auch gegen die standardisierten Tests aus, die von israelischen Hochschulbewerbern verlangt werden (die in etwa den SAT-Prüfungen entsprechen), und behauptete, dass er nicht zum Studium der Rechtswissenschaften zugelassen worden wäre, wenn er diese Prüfungen hätte ablegen müssen.
Nach dem Sieg des Likud bei den Wahlen 1996 verließen Rubinstein und Meretz die Regierung. Er wurde 1999 ein letztes Mal wiedergewählt und schied Ende Oktober 2002 aus der Knesset aus.
Rubinstein überlebte die Verlesung seines eigenen Nachrufs im Jahr 2000, als der Sprecher der Knesset, Avraham Burg, durch einen Scherz in dem Glauben gelassen wurde, dass er gestorben sei. Rubinstein, der zu dieser Zeit wegen eines kleinen Leidens im Krankenhaus lag, sah, wie seine Grabrede im Fernsehen übertragen wurde.

## Wissenschaft und Journalismus
Nach seinem Rückzug aus der Politik kehrte Rubinstein in die akademische Welt zurück. Er schrieb regelmäßig Meinungsbeiträge für israelische Zeitungen.
Rubinsteins wissenschaftliche Arbeit genießt hohes Ansehen. Seine Artikel und Bücher auf dem Gebiet des Rechts im Allgemeinen und des israelischen Rechts im Besonderen fanden Anerkennung. Seine Sammlung A Single Voice (2002) umreißt seinen „gemäßigten, humanistischen Liberalismus“, so eine Rezension in Haaretz.

## Auszeichnungen
Im Jahr 2006 wurde Rubinstein mit dem Israel-Preis für Rechtswissenschaften ausgezeichnet. Das Komitee für den Israel-Preis begründete seine Entscheidung wie folgt:
„Amnon Rubinstein war ‚der Gründungsvater des israelischen Verfassungsrechts‘. Sowohl in seinen profunden akademischen Schriften als auch in seinen vielfältigen öffentlichen Aktivitäten setzt er sich für die Werte der Demokratie, der Gleichheit und der Menschenrechte ein. In der juristischen und öffentlichen Arena Israels gibt es nur wenige, die Prof. Amnon Rubinsteins Beitrag für den Staat Israel als öffentliche Person, als Mitglied der Legislative und der Exekutive und als brillanter Forscher und Rechtsexperte gleichkommen können.“
Rubinstein starb im Januar 2024 im Alter von 92 Jahren.

## Veröffentlichung (Auswahl)
- Geschichte des Zionismus. Von Theodor Herzl bis heute. dtv, 2001.